# Stanislav Landa
Stanislav Landa (* 30. August 1898 in Vrútky, Komitat Turz, Königreich Ungarn; † 31. März 1981) war ein slowakischer Chemiker.

## Leben
Landa studierte an der Hochschule für Chemieingenieurwesen in Prag und war danach am Institut für Brennstofftechnologie. 1922 wurde er promoviert und war nach Auslandsaufenthalten in Nancy, Paris und Rumänien und der Habilitation 1929 Privatdozent an der Tschechischen Technischen Lehranstalt in Prag. 1933 wurde er Forschungsleiter der Bata-Werke in Zlin und 1945 technischer Direktor der Hydrierwerke in Litvinov. 1947 wurde er Professor für Brennstofftechnologie an der Hochschule für Chemieingenieurwesen in Prag. Dort wirkte er bis 1973 als des Labors für synthetische Treibstoffe.
S.Landa entdeckte bei der Untersuchung von Erdöl aus Südmähren 1933 Adamantan. Außerdem befasste er sich mit Brennstofftechnologie, biologischem Abbau von Phenolen in Abwasser und sulfidischen Katalysatoren für die Hydrierung.